# Darłowiec (przystanek kolejowy)
Darłowiec – zlikwidowany przystanek kolejowy w Darłowcu w województwie zachodniopomorskim, w Polsce.